# Apogon monochrous
Apogon monochrous es una especie de pez de la familia de los apogónidos en el orden de los perciformes.

## Morfología
Los machos pueden llegar a alcanzar los 9 cm de longitud total.

## Distribución geográfica
Se encuentran en Taiwán, Filipinas, Indonesia, Papúa Nueva Guinea y las Islas Salomón.